# Список померлих від COVID-19 у світі (2022)
Це список відомих людей, які померли від коронавірусної хвороби 2019 року (COVID-19) внаслідок зараження вірусом SARS-CoV-2 під час пандемії коронавірусної хвороби 2019–22 років у 2022 році.

## Січень 2022
| Дата смерті   | Країна (місто)          | Ім'я                                | Вік      | Примітки |
| ------------- | ----------------------- | ----------------------------------- | -------- | --- |
| 3 січня 2022  | Франція (Париж)         | Ігор Богданов                       | 72 роки  | французький телеведучий, продюсер і популяризатор науки російського походження                                                      |
| 7 січня 2022  | Росія (Москва)          | Квашнін Анатолій Васильович         | 75 років | Начальник Генерального штабу Збройних Сил Російської Федерації — перший заступник Міністра оборони Російської Федерації (1997—2004) |
| 11 січня 2022 | Росія (Санкт-Петербург) | Аляб'єв Анатолій Миколайович        | 70 років | радянський біатлоніст, олімпійський чемпіон                                                                                         |
| 14 січня 2022 | Росія (Москва)          | Вознесенська Анастасія Валентинівна | 78 років | радянська і російська актриса театру та кіно. Народна артистка РФ (1997)                                                            |
| 14 січня 2022 | Іспанія (Барселона)     | Рікардо Бофіль                      | 82 роки  | іспанський (каталонський) архітектор                                                                                                |
| 18 січня 2022 | США (Вайт-Плейнс)       | Андре Леон Теллі                    | 73 роки  | американський журналіст у галузі моди                                                                                               |
| 19 січня 2022 | Росія (Москва)          | Назаренко Олександр Васильович      | 74 роки  | історик і філолог, фахівець у царині російського середньовіччя. Доктор історичних наук від 1996 року                                |
| 20 січня 2022 | США (Нашвілл)           | Міт Лоуф                            | 74 роки  | вокаліст, композитор, автор текстів, продюсер, актор                                                                                |
| 23 січня 2022 | Грузія                  | Димитрій (Капанадзе)                | 46 років | Єпископ Грузинської православної церкви, єпископ Хорнабудзький                                                                      |
| 24 січня 2022 | Угорщина (Будапешт)     | Сильвестр Чоллань                   | 51 рік   | угорський гімнаст, олімпійський чемпіон у вправах на кільцях                                                                        |
| 28 січня 2022 | США (Лонг-Біч)          | Мел Мермельштейн                    | 95 років | угорський єврей, що єдиним зі своєї родини вижив під час Голокосту                                                                  |
| 30 січня 2022 | Росія (Москва)          | Мережко Віктор Іванович             | 84 роки  | російський кінодраматург, Народний артист Російської Федерації (2014)                                                               |

## Лютий 2022
| Дата смерті    | Країна (місто)      | Ім'я                        | Вік      | Примітки |
| -------------- | ------------------- | --------------------------- | -------- | --- |
| 6 лютого 2022  | Індія (Мумбаї)      | Лата Мангешкар              | 92 роки  | індійська співачка, одна з найвідоміших закадрових співачок в Індії                                                                    |
| 7 лютого 2022  | Росія (Москва)      | Дейч Борис Давидович        | 83 роки  | український політик, голова Верховної ради Криму у 2002—2006 роках, Народний депутат України V—VII скликань (2006-2014), Герой України |
| 11 лютого 2022 | Латвія (Рига)       | Мартіньш Рітіньш            | 72 роки  | латвійський кулінар і ресторатор |
| 12 лютого 2022 | Росія (Москва)      | Кирієнко Зінаїда Михайлівна | 88 років | радянська і російська акторка, Народна артистка РРФСР (1977)                                                                           |
| 16 лютого 2022 | Чилі (Пунта-Аренас) | Кристіна Кальдерон          | 93 роки  | чилійська співачка та етнографиня, остання чистокровна представниця індіанського народу яганів та остання носійка яганської мови       |
| 18 лютого 2022 | Росія (Москва)      | Юхтін Геннадій Гаврилович   | 89 років | радянський, російський актор театру і кіно, Заслужений артист РРФСР (1976), Народний артист Російської Федерації (1994)                |
| 18 лютого 2022 | Росія (Москва)      | Невзоров Борис Георгійович  | 72 роки  | радянський та російський актор, Народний артист Росії (2011)                                                                           |